# Eleocharis tenarum
Eleocharis tenarum är en halvgräsart som beskrevs av Maria del Socorro González Elizondo och M.González. Eleocharis tenarum ingår i släktet småsäv, och familjen halvgräs. Inga underarter finns listade i Catalogue of Life.